# Bio-Dome
Bio-Dome is een film uit 1996 met Pauly Shore en Stephen Baldwin in de hoofdrollen. De film werd geregisseerd door Jason Bloom.
Het verhaal gaat over twee mislukkelingen, Bud (Shore) en Doyle (Baldwin), die vast komen te zitten in de "bio-dome" en daarmee in populaire jongens veranderen. De bio-dome is een soort gesloten ecosysteem waarin vijf wetenschappers zich een jaar lang laten opsluiten, en Bud en Doyle verpesten het hele experiment. Wanneer ze zich realiseren dat het een heel belangrijk experiment is, helpen ze met de wederopbouw van dit project, zodat het met succes eindigt. Popster Kylie Minogue heeft ook een rolletje in de film. Later zou ze zeggen dat ze deze beslissing achteraf als de grootste fout uit haar carrière beschouwde. Het script van de film is gebaseerd op het experiment Biosfeer 2.
De film combineert thema's als ecologisme met drugsmisbruik, seksuele toespelingen, en poep-en-pieshumor.